# Шарфенберг, Альбрехт фон

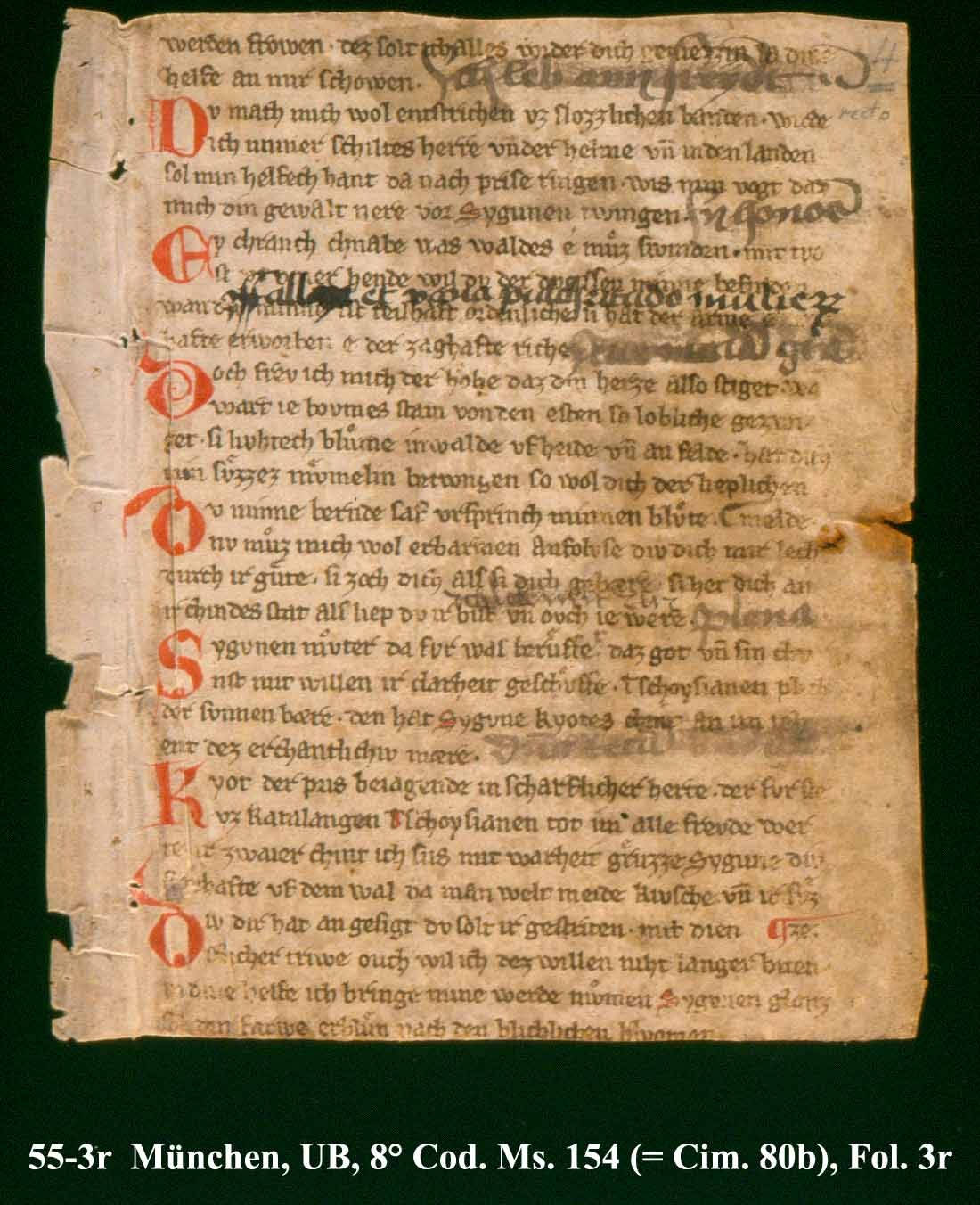
Поэма, роман в стихах «Титурель»

Альбрехт фон Шарфенберг (нем. Albrecht von Scharfenberg; до 1250 (?) — после 1270) — немецкоязычный поэт и писатель
 конца Средневековья.
Получил образование на латыни, писал на баварском, восточноцентральном немецком и средневерхненемецком языках.
Считается автором известного под названием «Jüngere Titurel» большого эпоса, написанного строфами, в котором около 1270 года Альбрехт фон Шарфенберг дописал отрывки стихотворения Вольфрама фон Эшенбаха о граальском короле-хранителе Титуреле. Соединив фрагменты воедино и расширив до 6300 стихов, он назвал своё развивающее вводный эпизод из цикла о Граале произведение «Младший Титурель» (нем. «Jüngerer Titurel»). При этом Шарфенберг писал от имени Эшенбаха, поэтому долгое время это продолжение считалось  произведением самого Вольфрама  пользовалось большим уважением.
Написал также несколько эпических романов о короле Артуре на средневерхненемецком языке. Последующие за Вольфрамом эпосы характеризуются компилятивным характером и указывают на проникновение литературного жанра в XIII век.

## Избранные сочинения
- Мерлин (Merlin), роман, вероятно, переложение французского произведения, в основном приписываемого Роберу де Борону.
- Зейфрид де Ардемонд (Seifrid de Ardemond), роман на тему проблемного брака.
- Fraw Eren hof, о содержании которого ничего неизвестно.

Ни одно из этих произведений не сохранилось.